# Мокроназаров
Мокроназаров  — хутор в Шовгеновском муниципальном районе Республики Адыгея России. Входит в состав Дукмасовского сельского поселения.

## География
Хутор Мокроназаров расположен на правом берегу реки Гиаги, примерно в 43 км к северу от Майкопа. Ближайшие населённые пункты: хутора Орехов и Тихонов.

## Уличная сеть
Улицы:
- Красная,
- Набережная,
- Садовая,
- Степная.

## История
Во время Великой Отечественной войны у хутора в августе 1942 года располагался 17-й кавалерийский корпус (генерал-лейтенант И. Я. Кириченко). Здесь разворачивалась оборонительная Туапсинская операция.

## Население
| 2002 | 2010 | 2013 | 2014 | 2015 | 2016 | 2017 |
| ---- | ---- | ---- | ---- | ---- | ---- | ---- |
| 326  | ↗347 | ↗372 | ↘371 | ↗375 | ↗379 | ↘376 |
| 2018 | 2019 | 2020 | 2021 | 2023 | 2024 |      |
| ↗378 | ↗399 | ↘386 | ↗392 | ↗415 | ↗418 |      |

## Инфраструктура
Личное подсобное хозяйство с зоной сельскохозяйственного использования, индивидуальная застройка усадебного типа.
Основа экономики — сельское хозяйство.

## Транспорт
Остановка общественного транспорта.